# Tegalongok
Tegalongok is een bestuurslaag in het regentschap Pandeglang van de provincie Banten, Indonesië. Tegalongok telt 1014 inwoners (volkstelling 2010).